# Ґай-Столярський
Ґай-Столярський (пол. Gaj Stolarski) — село в Польщі, у гміні Ізбиця-Куявська Влоцлавського повіту Куявсько-Поморського воєводства.
У 1975-1998 роках село належало до Влоцлавського воєводства.